# 齿萼悬钩子
齿萼悬钩子（学名：Rubus calycinus）是蔷薇科悬钩子属的植物。分布在尼泊尔、锡金、缅甸、印度、印度尼西亚爪哇、不丹以及中国大陆的西藏、四川、云南等地，生长于海拔1,900米至3,000米的地区，常生长在杂木林下、林缘以及山坡，目前尚未由人工引种栽培。